# Hernán Zin
Hernán Zin (Buenos Aires, 1971) es un reportero de guerra, escritor, cineasta y productor ítalo-argentino. Nominado a los premios Emmy,Grammy y Goya, recorre el mundo dirigiendo documentales y escribiendo libros. Centra su labor en pobreza, derechos humanos, conflictos armados y medioambiente.
Ha trabajado en más de 80 países de África, América Latina, Europa y Asia, viviendo durante tres años en Calcuta, donde creó hogares para niños de la calle, además de escribir su primer libro y rodar su primer documental. 
Desde 1998 reside en Madrid a raíz del documental "Vida y muerte en la estación de Calcuta", que rodó en 1997 junto al músico Nacho Cano. La segunda parte del documental fue protagonizada por Penélope Cruz y contó con música de Alejandro Sanz.
Tiene cinco películas documentales en Netflix.
Sus otros documentales y series documentales se pueden ver en Amazon Prime Video, HBO, National Geographic, Movistar Plus, RAI, Globo, RTVE, Al Jazeera y cadenas de todo el mundo.   
Sus libros han sido publicados en más de 20 países.   
Es hijo del exsenador italiano Claudio Zin y expareja de la cantante Bebe y de la actriz Nerea Barros.

## Trayectoria periodística
A los 21 años comenzó a escribir en el periódico El Cronista Comercial como enviado especial a El Cairo y Pekín. Desde entonces, ha publicado sus reportajes en medios como New York Times, Rolling Stone, El País, El Mundo, Esquire, Clarín, El Correo, La Nación, Interviú, Internatzionale,  ABC, La voz de Galicia, Siete Leguas. 
En 2002, la investigación periodística que realiza durante un año en Camboya sobre el abuso de menores, es la punta de lanza de una iniciativa que lleva a decenas de pederastas europeos a prisión. Esto hace que reciba amenazas de muerte. Una investigación que publica en El Mundo, en el libro "Helado y patatas fritas" y en televisiones de toda el mundo.
Entre 2006 y 2015 realiza para el periódico 20 Minutos un recorrido por los principales conflictos armados del siglo XXI; un blog, bajo el título Viaje a la guerra, que pretende dar voz a las víctimas de los conflictos armados y que lo ha llevado a lugares como Congo, Somalia, Afganistán, Gaza, Líbano, Sudán, Uganda, Ruanda, Brasil, Kenia, Bosnia.
Ha colaborado en radio y televisión con Cadena Ser, Radio Nacional de España, BBC Mundo, Canal Plus.
Entre 2011 y 2015 trabajó como cámara y productor junto a Jon Sistiaga para Canal Plus. Juntos rodaron reportajes en Afganistán, Somalia, Kenia, Tanzania, Honduras, Argentina, Ruanda e India. Trabajo por el que reciben el Premio Ondas y dos nominaciones a los Premios Iris. Cuando rodaban "Entre barras bravas" fueron brutalmente agredidos por los ultras del club Independiente

## Productoras
Es CEO y fundador de Doc Land Films. Productora creada en 2002 que cuenta con oficinas en Madrid, Los Ángeles y Dubái y con la que produce la mayoría de sus trabajos.
Además de documentales y series, Doc Land Films ha hecho publicidad documental para Google, Unión Europea, Gobierno de España, Fundación La Caixa, Banco Santander, Fundación Once
En 2021 funda Pod Land, productora de podcasts con base en Madrid.
En 2022 crea Meta Land, empresa dedicada a la creación de contenidos en metaversos y NFT.    

## Películas y series
- 13 Días - serie (2022) - director, guionista[26]
- The Sightseers (2022) - director, productor, guionista[27]
- La Tumba del Dictador (2022) - director, productor, guionista.
- Letizia, Reina (2022) - director, guionista.[28]
- Raíces - serie (2022) - director, guionista.[29]
- Somos Únicxs (2022) - director, guionista.[30]
- Pandemic Tour Belako (2021) - director, productor, guionista.[31]
- Memoria (2021) - productor.[32]
- Fortuna (2021) - productor.[33]
- 2020 (2020)  - director, productor, guionista.[34]
- 57 Días (2020) - productor. [35]
- Ángeles con espada (2020) - productor.[36]
- El Estado contra Pablo Ibar - serie (2019) - realizador.
- Morir para contar (2018) - director, productor, guionista.[37]
- Lucha de Gigantes (2018)  - director, guionista.[38]
- Nacido en Siria (2017) - director, productor, director de fotografía, guionista.[39]
- Bandoleros (2017) - director, productor, guionista.[40]
- 10 años con Bebe (2016) - director, productor, director de fotografía, guionista.[41]
- Colmillos de sangre (2015) - director de fotografía, productor[42]
- Matadoras (2015) - director, productor, director de fotografía, guionista.[43]
- 10 Elefantes (2015) - director, productor, guionista.[44]
- Honduras: la mara vida (2014) - director de fotografía, productor[45]
- Nacido en Gaza (2014) - director, productor, guionista.[46]
- Ruanda: Cómo organizar un genocidio (2014) - director de fotografía, productor [47]
- India no es país para mujeres (2014) - director, productor, guionista.[48]
- La guerra contra las mujeres (2013) - director, productor, guionista.[49]
- La América del odio (2013) - director de fotografía, productor[50].
- La caza al homosexual (2013) - director de fotografía, productor. [51]
- Quiero ser Messi (2013) - director, director de fotografía, productor, guionista.[52]
- Caminando sobre las bombas (2012) - director de fotografía, productor[53]
- Entre barras bravas (2012) - director de fotografía, productor[54]
- Los señores de la guerra - (2011) - director de fotografía, productor[55]
- Mujeres que cambian el mundo - serie (2011) - director, productor, guionista.[56]
- Blancos de la ira - (2011) - director de fotografía, productor.[57]
- Villas Miseria (2009) - director, productor, director de fotografía, guionista.[58]

## Libros
- Querida guerra mía (2018, ed. La esfera de los libros)[59]
- Llueve sobre Gaza (2007, Ediciones B)[60]
- La libertad del compromiso (2005, ed. Plaza Janés)[61]
- Helado y patatas fritas (2003, ed. Plaza Janés, publicado en Italia por Sperling and Kupfer)
- Un voluntario en Calcuta (2002, ed. Temas de hoy)

## Premios y nominaciones
- 2022: Premios Goya. Nominación "Memoria".[62]
- 2022: Premios Emmy. Nominación "57 Días" [63]
- 2022. Festival Internacional de Cine de Guadalajara. Sección oficial "Memoria".[64]
- 2022: Festival de Cine de Málaga. Sección oficial "Memoria".[65]
- 2021: Premios Oscar. Candidatura "57 Días".[66]
- 2021: Festival de San Sebastián. Sección oficial "Pandemic Tour Belako".[67]
- 2021: Festival Espiello. Premio Honorífico "Siñal d'Onor" a su carrera.[68][69]
- 2021: Flickerfest. Mejor documental "57 Días" [70]
- 2020: Premios Goya. Clasificación "57 días".[71]
- 2020: Festival de Huelva Cine Iberoamericano. Premio del Público "2020" [72]
- 2020: Festival de Huelva Cine Iberoamericano. Premio del Jurado "2020"
- 2020: Festival Internacional de Cine de Valladolid. Premio Tiempo de Historia para "57 Días" .[73]
- 2018: Festival Internacional de Cine de Montreal. Premio mejor documental internacional para "Morir para contar".[74]
- 2018: Festival Internacional de Cine de Valladolid. Premio mejor documental para "Morir para contar".[75]
- 2017: Premios Platino. Ganador en la categoría Mejor documental para "Nacido en Siria"[76]
- 2017: Premios Goya. Nominación mejor documental para "Nacido en Siria" .[77]
- 2017: Premio Iris. Ganador "Nacido en Siria" [78]
- 2017: Tiburón International Film Festival. Premio Derechos Humanos "Nacido en Siria".[79]
- 2017: Festival des Libertes. Mejor documental "Nacido en Siria". Mejor director Hernán Zin.[80]
- 2017: TRT Documentary Awards. Mejor documental "Nacido en Siria".[81]
- 2017: Premios Forqué. Ganador mejor documental para "Nacido en Siria" .[82]
- 2016: Premios Forqué. Ganador mejor documental para "Nacido en Gaza".[83]
- 2016: Premios Círculo de Escritores Cinematográficos nominación mejor documental para "Nacido en Siria"
- 2016: Grammy Latino. Nominación mejor documental para "10 años con Bebe" .[84]
- 2015: Premios Goya. Nominación mejor documental para "Nacido en Gaza" [85]
- 2015: Premios Platino. Nominación mejor documental para "Nacido en Gaza" [86]
- 2015: Festival de Al Jazeera. Premio del jurado para "Nacido en Gaza".[87]
- 2015: Premio Rory Peck. Finalista.[88]
- 2014: Premios Círculo de Escritores Cinematográficos nominación mejor documental para "Nacido en Gaza" [89]
- 2014: Premios Iris. Nominación "Reportajes Canal Plus".
- 2014: Festival Espiello. Premio Rechira "Quiero ser Messi" [90]
- 2014: Seattle Social Justice Film Festival. Premio de Plata "La guerra contra las mujeres".[91]
- 2013: Premios Iris.  Nominación "Reportajes Canal Plus".
- 2011: Premios BOBs nominación mejor blog para "Viaje a la guerra" .[92]
- 2010: Premio Internacional de la Academia de las Artes y la Ciencia de la Televisión de España.[93][94][95][96]

## Podcast
Como CEO y fundador de Pod Land, dirige algunos de sus podcast.
- ¿Por que no te habré hecho caso? (2021/2022) - director, guionista, presentador.[97]
- Detrás de las cámaras (2022) - director.
- Radio Ucrania (2022) - director, guionista, presentador.
- Esto ya no huele a gasolina (2022) - director.
- El podcast de Hernán Zin (2022) - director, presentador.

## Fotografía
Además de los textos, Hernán Zin es autor de las fotografías que aparecen en sus reportajes en medios como El País o Rolling Stone. Ha realizado diversas exposiciones de su obra en España:
- La vida bajo el monzón en Calcuta (2001)
- La situación de las niñas en el mundo (2005)
- Mujeres que cambian el mundo (2006)
- El mundo desde un barrio de chabolas (2008)

## Música
Hernán Zin es coautor de la música de cuatro temas del disco "Cambio de piel", de la cantante Bebe, así como del tema central del documental "La guerra contra las mujeres.